# Die Bühne (Theater)

Das Logo des Theaters DIE BÜHNE

Die Bühne (Eigenschreibweise: DIE BÜHNE) ist ein 1956 gegründetes Amateurtheater in Dresden, das der Die Bühne e. V. unterhält und von der TU Dresden finanziert wird. Es befindet sich im Weberbau im Osten des Universitätscampus. Der Verein besteht im Jahr 2020 aus über einhundert Mitgliedern. Die Vereinsführung übernimmt ein siebenköpfiger ehrenamtlicher Vorstand, der jährlich von den Mitgliedern gewählt wird. Die Spielplanverantwortung und Akquise von externen Regisseuren obliegt der Künstlerischen Leitung. Diesen Posten hat seit 2020 Max Schumacher inne, ein Berliner Theatermacher mit Fokus auf mediengestütztes, postdramatisches Theater. Die Presseabteilung und die Technikabteilung werden ebenfalls von festangestellten Mitarbeitern geleitet.
Durch die umfangreiche Finanzierung und Bereitstellung der Räume durch die TU Dresden ist es dem Verein möglich, professionelle Künstler für Projekte und Workshops zu engagieren. Die Bühne befindet sich damit näher am professionellen Theaterbetrieb, als vergleichbare studentische Theatergruppen in Deutschland, ohne dabei kommerzielle Interessen verfolgen zu müssen. Der Umsatz belief sich im Jahr 2019 auf über 100.000 Euro.

## Programm
Die Bühne gibt ihren Mitgliedern die Möglichkeit, sich neben Studium oder Beruf zu engagieren, selbst aktiv zu werden und sich durch Theater mit sich und aktuellen sozialen und politischen Themen auseinanderzusetzen. Durch einen umfassenden Einblick in den Betrieb eines Theaters eröffnet Die Bühne nicht nur neue kreative Perspektiven, sondern auch Erfahrungen in den Bereichen Dramaturgie, Technik und Organisation.
Als Produktionsstätte für junge Theaterschaffende in Dresden realisiert Die Bühne durchschnittlich zehn Neuproduktionen und insgesamt etwa 70 Veranstaltungen pro Jahr. Die Bühne legt dabei Wert auf einen hohen künstlerischen Anspruch sowie zeitgenössische und vielfältige Inszenierungen unterschiedlicher Genres. Das Angebot reicht dabei von zeitgenössischen Inszenierungen moderner und klassischer Werke über Stückentwicklungen bis hin zu Performances und experimentellen Formaten. Die Grenzen zwischen Amateuren und Experten dürfen dabei verwischen – Die Bühne arbeitet regelmäßig in ihren großen Produktionen mit professionellen Theaterschaffenden zusammen, bietet aber ihren Mitgliedern daneben auch die Möglichkeit, selbst Stücke zu schreiben, zu inszenieren und aufzuführen. Dadurch werden Inhalt und Form der Produktionen durch die überwiegend studentischen Mitglieder geprägt und greifen regelmäßig aktuelle politische und gesellschaftliche Diskurse auf.
Die Bühne bietet neben Eigenproduktionen anderen Theatergruppen die Möglichkeit zu Gastspielen auf ihrer Bühne und ist selbst wiederkehrend Gast in anderen Spielstätten. Es besteht eine langjährige Zusammenarbeit mit dem „projektheater Dresden“, Die Bühne nimmt mit jährlich wachsendem Programm an der Langen Nacht der Dresdner Theater teil und ist regelmäßig mit einer Inszenierung beim Internationalen Studententheaterfestival „Drehbühne Brno“ vertreten. Darüber hinaus gehört zum erweiterten Angebot die Improtheatergruppe „Freie Spielkultur“.
Die Bühne fördert Theater und Amateurschauspiel an der Technischen Universität und in Dresden. Jedes Semester werden unter der Leitung professioneller Regisseure, Theaterpädagogen und Schauspieler Grundkurse und Aufbaukurse im Schauspiel für Studierende der TU Dresden angeboten, die mit einer öffentlichen Präsentation abschließen und im Programm des Studium generale der TU Dresden anrechenbar sind. Seit dem Sommersemester 2020 wird auch ein Dramaturgiekurs angeboten. Darüber hinaus besteht für Lehramtsstudierende das studienbegleitende Angebot „Theater – sehen, denken, spielen“, das Zugang zu unterschiedlichen theatralen Formen ermöglicht, sich mit theaterwissenschaftlichen, theaterpraktischen und theaterpädagogischen Themen auseinandersetzt und Grundlagen in Stimmbildung und Körpersprache vermittelt.

## Auszeichnungen
- Deutscher Amateurtheaterpreis „amarena“ 2018: Beste Inszenierung: „Burning Walls and Urgent Calls“ von Mathias Kammerer und Ensemble, Regie: Mathias Kammerer[6]
- Sächsischer Amateurtheaterpreis 2017: Beste Inszenierung: „Der Amateur Schauspieler oder: Are you lonesome tonight?“, Regie: Andreas Mihan[7]

## Mitgliedschaften
- Bund Deutscher Amateurtheater e. V.
- Landesverband Amateurtheater Sachsen e. V.
- „Die VIELEN e. V.“ Bündnis für eine gleichberechtigte, offene Gesellschaft

## Bekannte ehemalige Mitglieder
- Jan Josef Liefers, Schauspieler